# Erigerio di Lobbes
Erigerio di Lobbes (... – Lobbes, 1007) è stato uno scrittore, monaco cristiano e abate belga di epoca medievale (X secolo).

## Biografia
Monaco a Liegi, fu legato d'amicizia col celebre erudito Notker Labeone. Divenne abate di Lobbes nel 990, svolgendovi pure gli uffici di maestro di arti liberali e di musica. Fece abbellire la chiesa abbaziale costruendovi anche un oratorio dedicato a san Benedetto da Norcia.
Fu autore di Gesta episcoporum Leodiensium (storia di Liegi dalla predicazione dei messaggeri apostolici mandati da San Pietro fino al 667) e di vari scritti agiografici (Vita S. Remacli, Vita S.Usmari, Vita Landoaldi).

Si occupò anche di problemi di matematica (Regulae numerorum super abbacum) e di cronologia, con una Epistola ad Hugonem de quibusdam quaestionibus (intorno alle differenze tra Beda e Dionigi il piccolo) e un perduto Dialogus de dissonantia de adventu Domini.
Morì nel 1007.